# Ma-i
Ma-i (anche Ma'i, Mai, Ma-yi o Mayi; Cinese: 麻逸; Pe̍h-ōe-jī: má it) fu uno stato filippino preispanico la cui esistenza fu registrata dalle cronache cinesi imperiali negli annali Zhu Fan Zhi della Storia della Dinastia Song.
È anche registrato il sultanato del Brunei come nazione di Maidh.
Questo stato era centrato nell'isola di Mindoro.